# Élections législatives de 1981 dans la Vienne
Les élections législatives françaises de 1981 dans la Vienne se déroulent les 14 et 21 juin 1981.

## Élus
| Circonscription | Député sortant     | Parti | Parti     | Député élu ou réélu | Parti | Parti |
| --------------- | ------------------ | ----- | --------- | ------------------- | ----- | ----- |
| 1re             | Jacques Santrot    |       | PS        | Jacques Santrot     |       | PS    |
| 2e              | Jean-Pierre Abelin |       | UDF (CDS) | Édith Cresson       |       | PS    |
| 3e              | Arnaud Lepercq     |       | RPR       | Raoul Cartraud      |       | PS    |

## Positionnement des partis
Le Parti socialiste et le Parti communiste français, sous l'appellation « majorité d'union de la gauche », se présentent dans les trois circonscriptions viennoises. Les socialistes soutiennent Jacques Santrot, député-maire sortant de Poitiers, Édith Cresson, ministre de l'Agriculture du gouvernement Mauroy, et Raoul Cartraud, maire de Civray tandis que les communistes présentent Jean-Jacques Pensec, Paul Fromonteil et Jean-Pierre David, maire de Chauvigny. Quant au Mouvement des radicaux de gauche, il soutient deux candidats dans les 1re et 3e circonscription.
La majorité sortante, réunie dans l'Union pour la nouvelle majorité (UNM), se présente elle aussi dans l'ensemble des circonscriptions et soutient notamment les députés sortants Jean-Pierre Abelin (2e, Châtellerault - Loudun) et Arnaud Lepercq (3e, Montmorillon - Civray). Dans le détail, on compte 2 candidats RPR et 1 UDF (CDS). Les jobertistes du Mouvement des démocrates (MDD) sont quant à eux représentés par Régis Roquetanière dans la 3e circonscription.
Enfin, sous l'étiquette « Alternative 81 », le Parti socialiste unifié soutient les candidats Jean-François Robin, Dominique Noble et Guy Gévaudan alors que Lutte ouvrière, le Parti des forces nouvelles (PFN, extrême droite) et le centre gauche présentent respectivement Alain Grenet	(1re), Jean-Claude Serre et Guy Gouiller (2e).

## Résultats

### Résultats à l'échelle du département
| Parti          | Parti                              | Premier tour | Premier tour | Second tour | Second tour | Sièges |
| Parti          | Parti                              | Voix         | %            | Voix        | %           | Sièges |
| -------------- | ---------------------------------- | ------------ | ------------ | ----------- | ----------- | ------ |
|                | Parti socialiste                   | 79 250       | 43,53        | 113 055     | 57,12       | 3      |
|                | Parti communiste français          | 20 469       | 11,24        |             |             | 0      |
|                | Mouvement des radicaux de gauche   | 1 721        | 0,94         | 0           |             |        |
|                | Majorité présidentielle            | 101 440      | 55,72        | 113 055     | 57,12       | 3      |
|                |                                    |              |              |             |             |        |
|                | Rassemblement pour la République   | 52 681       | 28,94        | 59 471      | 30,05       | 0      |
|                | Union pour la démocratie française | 22 180       | 12,18        | 25 393      | 12,83       | 0      |
|                | Mouvement des démocrates           | 255          | 0,14         |             |             | 0      |
|                | Union pour la nouvelle majorité    | 75 116       | 41,26        | 84 864      | 42,88       | 0      |
|                |                                    |              |              |             |             |        |
|                | Parti socialiste unifié            | 3 579        | 1,97         |             |             | 0      |
|                | Lutte ouvrière                     | 838          | 0,46         | 0           |             |        |
|                | Parti des forces nouvelles         | 620          | 0,34         | 0           |             |        |
|                | Centre gauche                      | 463          | 0,25         | 0           |             |        |
|                |                                    |              |              |             |             |        |
| Inscrits       | Inscrits                           | 259 678      | 100,00       | 259 668     | 100,00      | 3      |
| Abstentions    | Abstentions                        | 74 421       | 28,66        | 58 547      | 22,55       |        |
| Votants        | Votants                            | 185 257      | 71,34        | 201 121     | 77,45       |        |
| Blancs et nuls | Blancs et nuls                     | 3 201        | 1,73         | 3 202       | 1,59        |        |
| Exprimés       | Exprimés                           | 182 056      | 98,27        | 197 919     | 98,41       |        |

### Résultats par circonscription

#### Première circonscription (Poitiers)
| Candidat       | Candidat                      | Parti          | Premier tour | Premier tour | Second tour | Second tour |  |
| Candidat       | Candidat                      | Parti          | Voix         | %            | Voix        | %           |  |
| -------------- | ----------------------------- | -------------- | ------------ | ------------ | ----------- | ----------- |  |
|                | Jacques Santrot sortant réélu | PS             | 35 857       | 49,44        | 47 110      | 60,71       |  |
|                | Jean-Henri Calmon             | RPR (UNM)      | 27 113       | 37,38        | 30 490      | 39,29       |  |
|                | Jean-Jacques Pensec           | PCF            | 5 943        | 8,19         |             |             |  |
|                | Jean-François Robin           | PSU            | 1 543        | 2,13         |             |             |  |
|                | Jean-Jacques Dumiot           | MRG            | 1 236        | 1,70         |             |             |  |
|                | Alain Grenet                  | LO             | 838          | 1,16         |             |             |  |
|                |                               |                |              |              |             |             |  |
| Inscrits       | Inscrits                      | Inscrits       | 106 275      | 100,00       | 106 273     | 100,00      |  |
| Abstentions    | Abstentions                   | Abstentions    | 32 541       | 30,62        | 27 550      | 25,92       |  |
| Votants        | Votants                       | Votants        | 73 734       | 69,38        | 78 723      | 74,08       |  |
| Blancs et nuls | Blancs et nuls                | Blancs et nuls | 1 204        | 1,63         | 1 123       | 1,43        |  |
| Exprimés       | Exprimés                      | Exprimés       | 72 530       | 98,37        | 77 600      | 98,57       |  |

#### Deuxième circonscription (Châtellerault)
| Candidat       | Candidat                   | Parti              | Premier tour | Premier tour | Second tour | Second tour |  |
| Candidat       | Candidat                   | Parti              | Voix         | %            | Voix        | %           |  |
| -------------- | -------------------------- | ------------------ | ------------ | ------------ | ----------- | ----------- |  |
|                | Édith Cresson élue         | PS                 | 23 086       | 42,93        | 34 368      | 57,51       |  |
|                | Jean-Pierre Abelin sortant | UDF (CDS)          | 22 180       | 41,24        | 25 393      | 42,49       |  |
|                | Paul Fromonteil            | PCF                | 6 499        | 12,08        |             |             |  |
|                | Dominique Noble            | PSU                | 934          | 1,74         |             |             |  |
|                | Jean-Claude Serre          | PFN                | 620          | 1,15         |             |             |  |
|                | Guy Gouiller               | Divers gauche (CG) | 463          | 0,86         |             |             |  |
|                |                            |                    |              |              |             |             |  |
| Inscrits       | Inscrits                   | Inscrits           | 77 450       | 100,00       | 77 448      | 100,00      |  |
| Abstentions    | Abstentions                | Abstentions        | 22 311       | 28,81        | 16 504      | 21,31       |  |
| Votants        | Votants                    | Votants            | 55 139       | 71,19        | 60 944      | 78,69       |  |
| Blancs et nuls | Blancs et nuls             | Blancs et nuls     | 1 357        | 2,46         | 1 183       | 1,94        |  |
| Exprimés       | Exprimés                   | Exprimés           | 53 782       | 97,54        | 59 761      | 98,06       |  |

#### Troisième circonscription (Montmorillon)
| Candidat       | Candidat               | Parti          | Premier tour | Premier tour | Second tour | Second tour |  |
| Candidat       | Candidat               | Parti          | Voix         | %            | Voix        | %           |  |
| -------------- | ---------------------- | -------------- | ------------ | ------------ | ----------- | ----------- |  |
|                | Arnaud Lepercq sortant | RPR (UNM)      | 25 568       | 45,87        | 28 981      | 47,86       |  |
|                | Raoul Cartraud élu     | PS             | 20 307       | 36,43        | 31 577      | 52,14       |  |
|                | Jean-Pierre David      | PCF            | 8 027        | 14,40        |             |             |  |
|                | Guy Gévaudan           | PSU            | 1 102        | 1,99         |             |             |  |
|                | Roland Favard          | MRG            | 485          | 0,86         |             |             |  |
|                | Régis Roquetanière     | MDD            | 255          | 0,46         |             |             |  |
|                |                        |                |              |              |             |             |  |
| Inscrits       | Inscrits               | Inscrits       | 75 953       | 100,00       | 75 947      | 100,00      |  |
| Abstentions    | Abstentions            | Abstentions    | 19 285       | 25,39        | 14 493      | 19,08       |  |
| Votants        | Votants                | Votants        | 56 668       | 74,61        | 61 454      | 80,92       |  |
| Blancs et nuls | Blancs et nuls         | Blancs et nuls | 924          | 1,63         | 896         | 1,46        |  |
| Exprimés       | Exprimés               | Exprimés       | 55 744       | 98,37        | 60 558      | 98,54       |  |